# بادمجین
بادمجین نام روستایی است در شهرستان قزوین و استان قزوین و در کشور ایران. این روستا طبق سرشماری سال ۲۰۰۶، ۱۴۹ نفر جمعیت داشته است.